# Kunoyarnakkur
Kunoyarnakkur är ett berg på ön Kunoy på Färöarna. Berget har en högsta topp på 819 meter och den näst högsta bergstoppen på ön, berget är bara 11 meter lägre än öns högsta topp Kúvingafjall.